# Indicateur composite des activités de lutte contre les infections nosocomiales
L’Indicateur composite des activités de lutte contre les infections nosocomiales  (ICALIN), est un indicateur mis en place par le ministère de la Santé français. Sa mission est d’inciter les établissements de santé à mesurer leurs actions et leurs résultats dans le domaine de la lutte contre les infections nosocomiales.
L’ICALIN est le premier indicateur du tableau de bord nommé score ICALIN, destiné à mesurer le taux d’activités de lutte contre les infections nosocomiales rempli par les établissements de santé. Ce score n'est donc pas un score du taux d'infections nosocomiales de chaque établissement mais une évaluation des efforts pour la lutte contre ces infections.
En effet, l'établissement établit annuellement un bilan standardisé des activités de lutte contre ces infections nosocomiales, ce rapport est réglementaire. À la suite de ce bilan, 31 ITEMs, critères sélectionnés avec des poids (points) regroupés en 3 catégories d'importance égale :
- Organisation,
- Moyens,
- Actions.

L'addition de ces critères permet d'élaborer l’indice composite des activités de lutte contre les infections nosocomiales conduisant à un score sur 100. Le score est ensuite complété par une classe de performance de A à E. (suivant la taille, le nombre de lits de l'établissement).
Ce bilan dont fait partie le score ICALIN regroupe 5 indicateurs :
1. Les résultats ICALIN,
Le taux de :
2. Staphylococcus aureus résistant à la méticilline,
3. et certaines infections post opératoires cibles.
La consommation annuelle de :
4. Solutions hydro-alcooliques ( volumes en litres rapportée à 1000 jours d’hospitalisation),
5. et d’antibiotiques.
D'autres pays ont déjà mis en œuvre ces indicateurs, par exemple la Grande-Bretagne.